# جيم شابمان
جيم شابمان (بالإنجليزية: Jim Chapman)‏ (26 يوليو 1965 في المملكة المتحدة - ) هو مدرب كرة قدم ولاعب كرة قدم بريطاني في مركز الهجوم. لعب مع نادي دمبرتون ونادي ألبيون روفرز.

## وصلات خارجية
- جيم شابمان على موقع قاعدة بيانات كرة القدم.إي يو (الإنجليزية)